# Dunnia
Dunnia es un género monotípico de plantas con flores perteneciente a la familia de las rubiáceas. Incluye una sola especie: Dunnia sinensis Tutcher (1905). Es el único miembro de la tribu Dunnieae. Es originaria de China.

## Descripción
Es un arbusto, que alcanza un tamaño de 0,3-2,5 m de altura, las ramas son gruesas, subcilíndricas. Pecíolo de 0,7-2,5 cm, la lámina de las hojas coriáceas, angostamente lanceoladas, estrechamente elípticas, u oblanceoladas, de 7-23 × 1-6 cm, el ápice acuminado; las venas secundarias en 11-17 pares, que se extiende hasta cerca de los márgenes,  estípulas ovadas o triangulares. Las inflorescencias de 8-12 x 3-5 cm, con pedúnculo de 2-6 cm, y brácteas triangulares, de 1-1,5 mm. El fruto en forma de cápsula de 3-5 mm de diámetro. incluyendo el pico aprox. 1 mm; las semillas de 0.6-1 mm de diámetro. Fl. y fr. Abril-noviembre.

## Distribución y hábitat
Se encuentra en los matorrales o bosques en barrancos; a una altitud de 200-900 metros en Guangdong en China.

## Taxonomía
Dunnia sinensis fue descrita por William James Tutcher y publicado en Journal of the Linnean Society, Botany 37(258): 70, en el año 1905.